# Blandouet-Saint Jean
Blandouet-Saint Jean é uma comuna francesa na região administrativa do País do Loire, no departamento de Mayenne. Estende-se por uma área de 36.72 km². Em 2010 a comuna tinha 605 habitantes (densidade: 16,5 hab./km²).
Foi criada em 1 de janeiro de 2017, a partir da fusão das antigas comunas de Saint-Jean-sur-Erve (sede da comuna) e Blandouet.